# R-112 (misil)
R-112 fue un misil tierra-aire soviético desarrollado a finales de los años 1940. La propulsión y el sistema de guiado se basaron en los trabajos con el misil R-102 (copia del Schmetterling alemán), pero utilizando una nueva aerodinámica. Fue cancelado en 1951, sin haberse realizado ningún vuelo de prueba.
El desarrollo del R-102 fue asignado al grupo SKB-5 del NII-88, bajo la dirección de Semyon Yevelyevich Rashkov. El decreto permitiendo el desarrollo del R-102 fue publicado el 14 de abril de 1948. Se habrían desarrollado tres variantes:
- R-112A, con un sistema de guiado autónomo y una ojiva de 160 kg.
- R-112B, sin sistema de guiado y una ojiva de 270 kg.
- R-112S, sin sistema de guiado, pero propulsado por un motor ramjet.

El misil habría utilizado dos cohetes aceleradores de estado sólido que habrían permanecido entre 2 y 3 segundos tras el lanzamiento, tras lo cual el misil seguiría a su blanco usando el motor propulsado por propelentes líquidos. Habría dispuesto de dos alas fijas y dos planos móviles para controlar la orientación. Cada batería de misiles contaría con seis lanzadores y un misil por lanzador. Los seis habrían podido lanzarse en menos de 13 segundos.
La cancelación del proyecto vino tras decidirse que proyectos de misiles desarrollados a partir de diseños alemanes serían sustituidos por proyectos de diseños novedosos.

## Especificaciones
- Masa total: 1500 kg
- Alcance máximo: 20 km